# Abbots Bromley
Abbots Bromley is een civil parish in het bestuurlijke gebied East Staffordshire, in het Engelse graafschap Staffordshire.

## Impressie

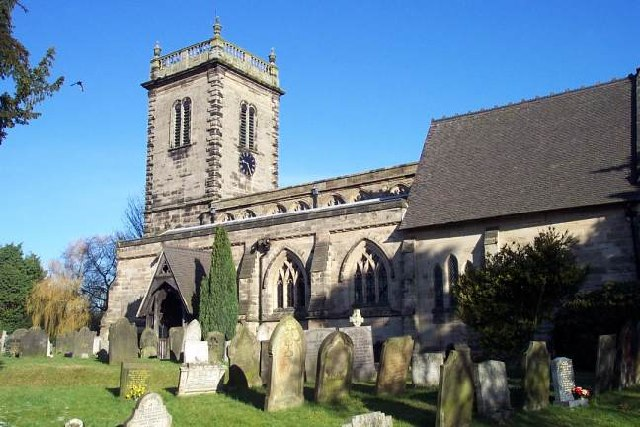
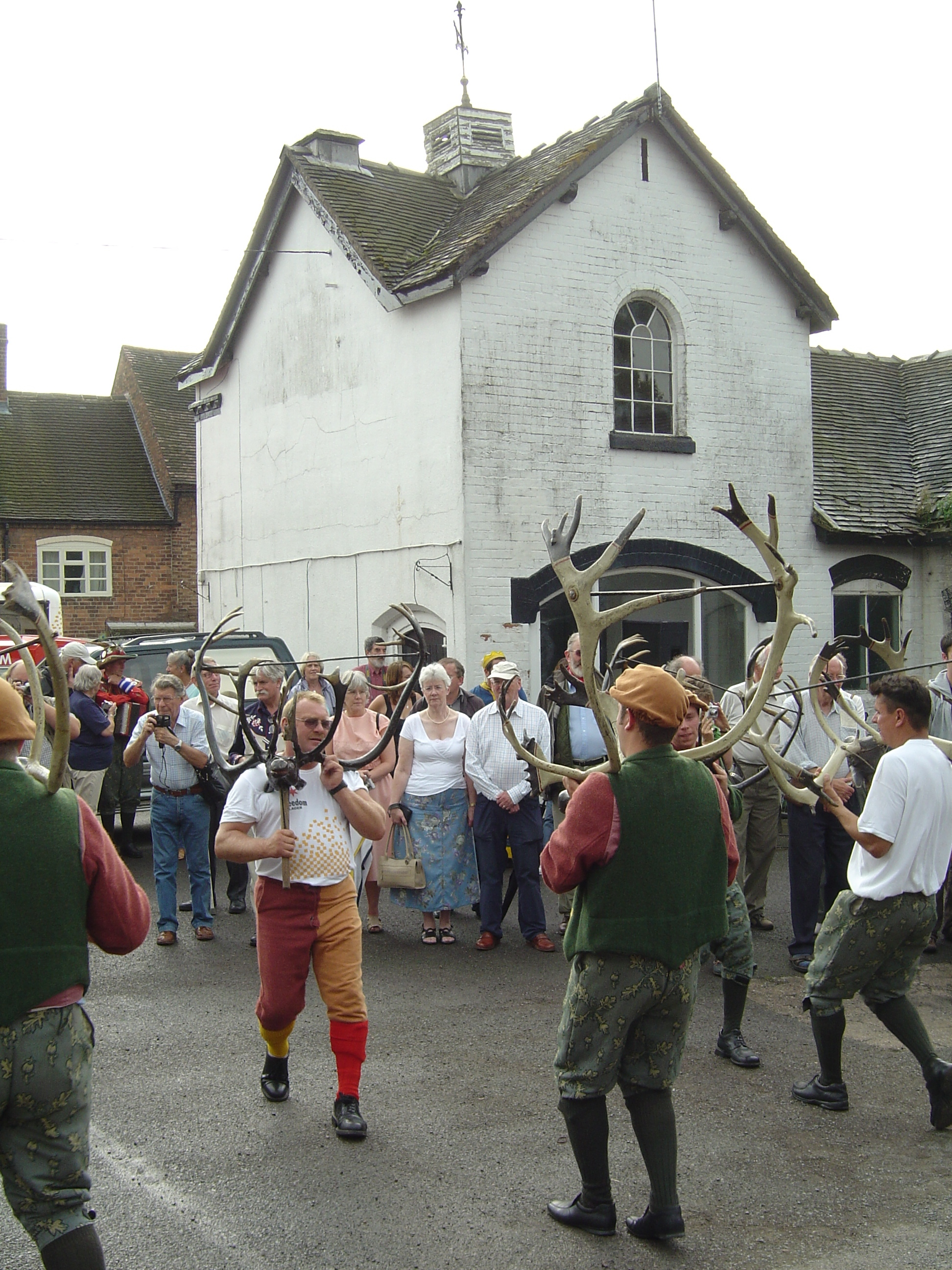
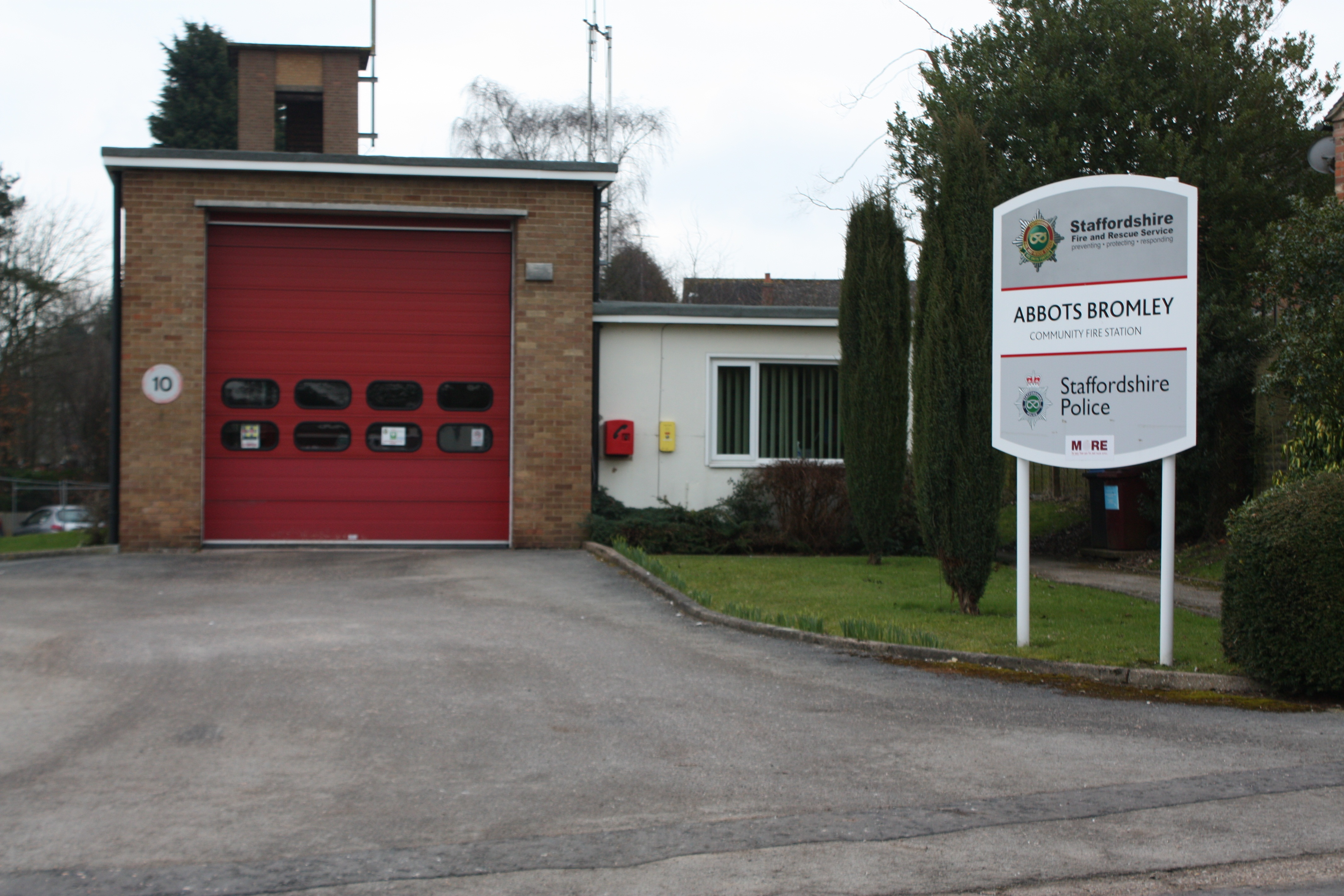